# George Sheldon
George Herbert Sheldon (17 de maig de 1874 – Saint Louis, 25 de novembre de 1907) va ser un saltador estatunidenc que va competir a primers del segle xx. El 1904 va prendre part en els Jocs Olímpics de Saint Louis, on va guanyar la medalla d'or en la prova de salt de palanca del programa de salts, en superar a Georg Hoffmann, segon, i Alfred Braunschweiger, Frank Kehoe, tercers ex aequo.